# Stompsporig trosvlies
Het stompsporig trosvlies (Botryobasidium obtusisporum) is een schimmel behorend tot de familie Botryobasidiaceae. Het leeft saprotroof op dood hout. Het vormt resupinate, spinnenwebachtige vruchtlichamen. Een anamorf van dit type is nog niet bekend.

## Kenmerken

### Uitelrijke kenmerken
Botryobasidium obtusisporum heeft webachtige en dunne vruchtlichamen die op hun substraat groeien. Onder een vergrootglas lijken ze enigszins netvormig. De kleur is licht zandkleurig fris, licht okerkleurig bij droogte. 

### Microscopische kenmerken
Botryobasidium obtusisporum heeft een monomitisch hyfensysteem dat het uitsluitend bestaat uit generatieve hyfen die zich in een rechte hoek vertakken. De basale hyfen zijn hyaliene, dikwandig, gewoonlijk 7–11 µm breed en niet ingelegd. De 4–6 µm dikke subhymeniale hyfen zijn hyaliene, sterk vertakt en dunwandig. Alle hyfen zijn eenvoudig gesepteerd. De soort heeft geen cystiden of gespen. De vier- tot zessporige basidia van de soort zijn 16–12–16 × 8–9 µm groot, zijn rond en rijk tonvormig als ze jong zijn en zijn eenvoudig gesepteerd aan de basis. De sporen zijn schuin eivormig en gewoonlijk 12–16 × 8–9 µm groot. Ze zijn glad, hyaliene en dunwandig.

## Verspreiding
Het verspreidingsgebied van Botryobasidium obtusisporum omvat Eurazië en Australië. In Eurpopa komt het voor in Midden-, Noord- en Oost-Europa tot aan de Kaukasus. 
In Nederland komt het stompsporig trosvlies vrij zeldzaam voor.

## Foto's

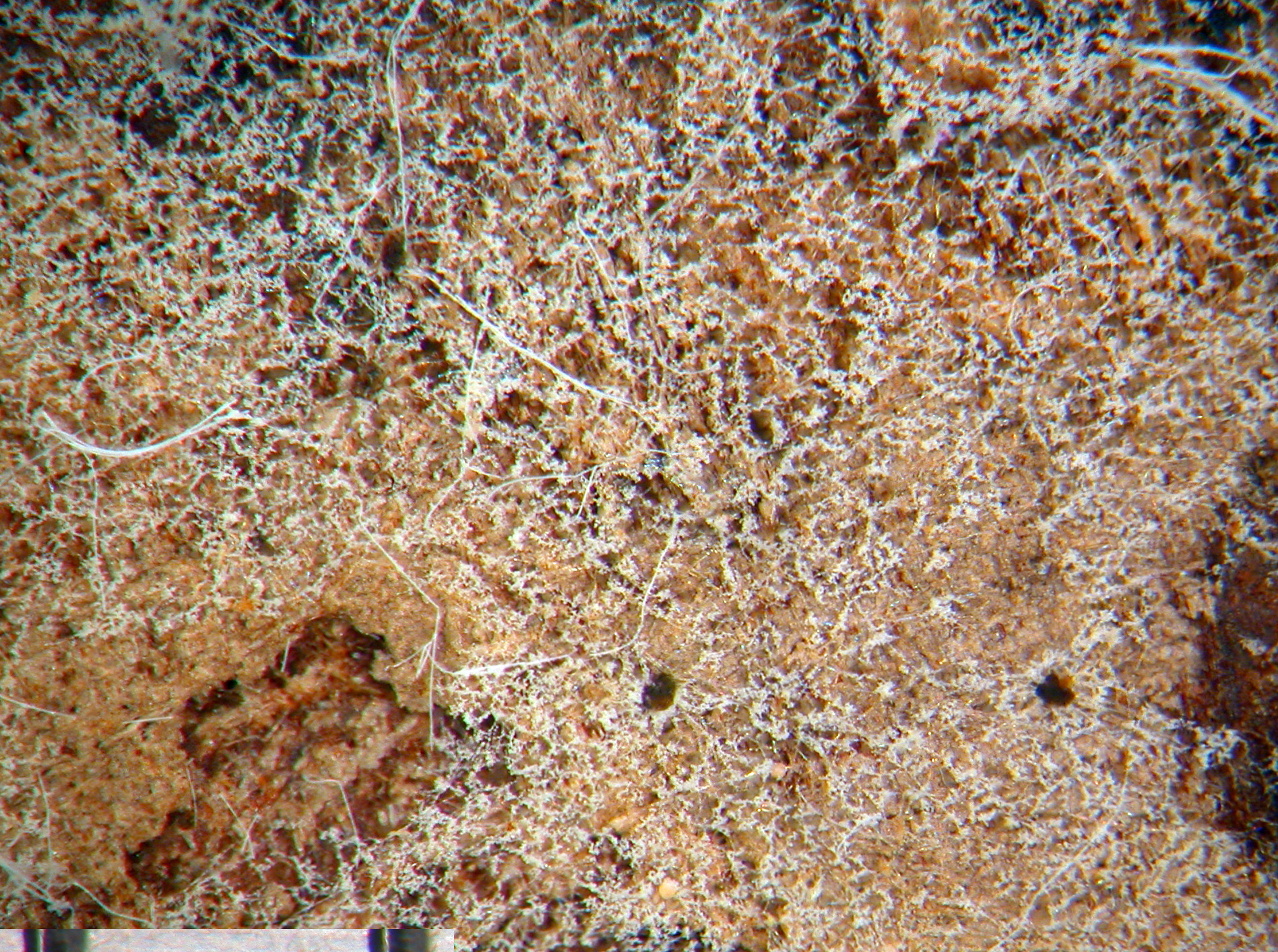
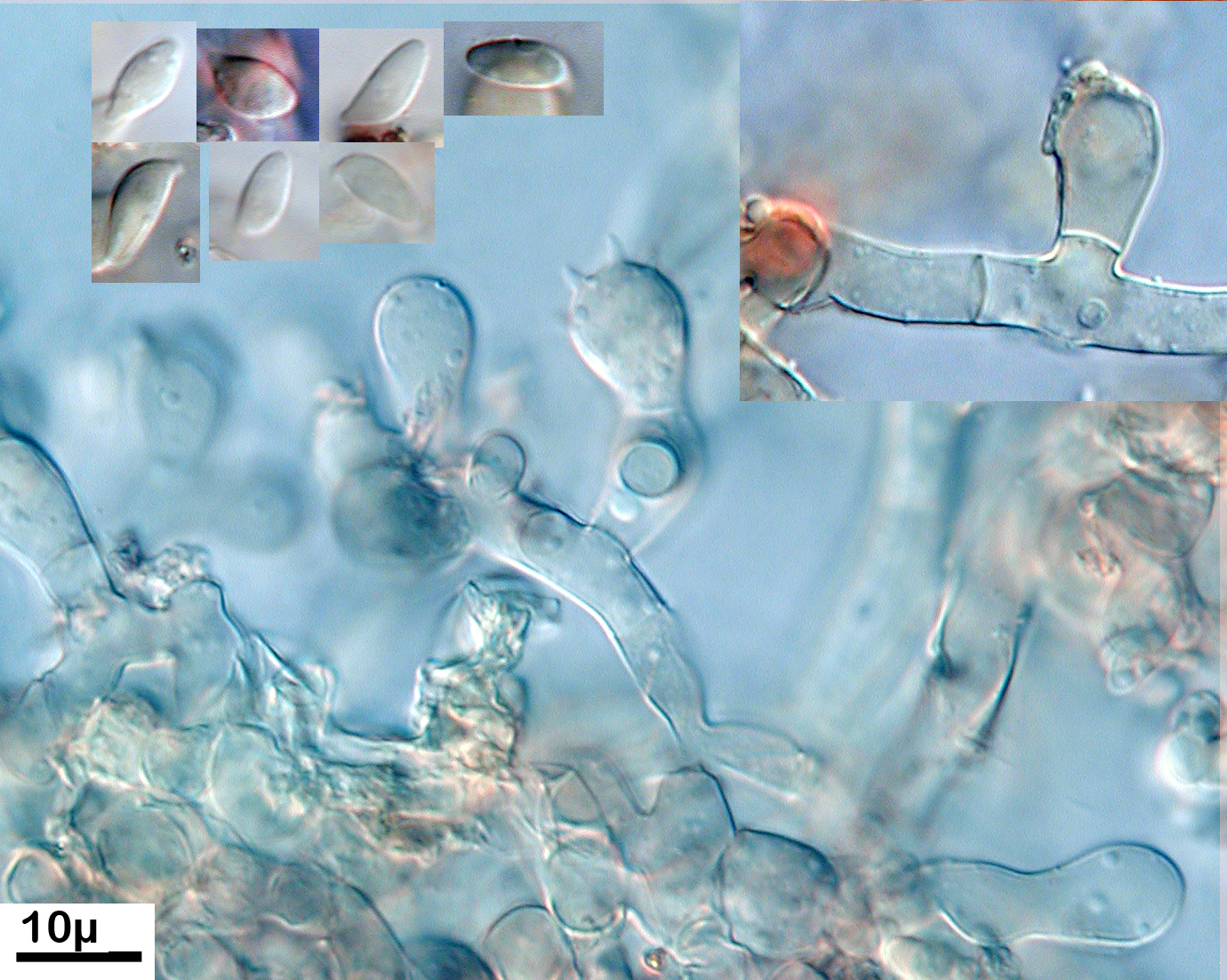